# Turistická značená trasa 1085
 Turistická značená trasa 1085 je 13 km dlouhá modře značená trasa Klubu českých turistů v okresech Kolín a Pardubice spojující Týnec nad Labem a Kladruby nad Labem. Její převažující směr je východní.

## Průběh trasy
Turistická značená trasa 1085 má svůj počátek na náměstí v Týnci nad Labem, kde se nachází rozcestí se zeleně značenou trasou 3096 Kolín - Semtěš a zde rovněž počínající žlutě značenou trasou 6108 do Třech Dvorů. Trasa nabírá přibližně východní směr, klesá ulicí k Labi a po jeho severním břehu prochází jeho průlomem severním výběžkem Železných hor. V prostoru Týneckých mokřin se od řeky odklání a přechází je severním směrem k silnici Týnec nad Labem - Labské Chrčice. Silnici sleduje opět východním směrem do Chrčic, kde se stáčí k severu a po zpevněné místní komunikaci pokračuje do Hlavečníka. Následuje dlouhý průchod lesem přibližně jihovýchodním směrem do Kladrub nad Labem, kde v místní části Jeleniště trasa končí. Přímo zde na ní navazuje rovněž modře značená trasa 1980 do Železných hor, dále se zde nachází rozcestí s červeně značenou turistickou trasou 0434 do Přelouče.

## Historie
- Východně od Týnce nad Labem došlo k dvojímu přeložení trasy. Trasa dříve nevedla podél Labe, ale kolem slepých ramen o něco severněji, ještě dříve i přes vrchol Šibeníku. Z něj pokračovala přes dnešní oboru Svárava mimo Labskou Chrčici.[3]
- Trasa dříve pokračovala přes Řečany nad Labem a Zdechovice do Svobodné Vsi. Nejdříve došlo ke zkrácení trasy k Obřím postelím, poté byl tento úsek úplně vyčleněn pod číslem KČT 1980.

## Turistické zajímavosti na trase
- Kostel Stětí svatého Jana Křtitele v Týnci nad Labem
- Tvrz Na hradě v Týnci nad Labem
- Hradiště Kolo
- Přírodní rezervace Týnecké Mokřiny
- Přírodní rezervace Duny u Sváravy